# شبكة فائقة
الشبكة الفائقة هي شبكة واسعة النطاق والتي تسمح بنقل كميات كبيرة من الطاقة لمسافات كبيرة، وعادة يُطلق عليها أيضًا «شبكة ضخمة».

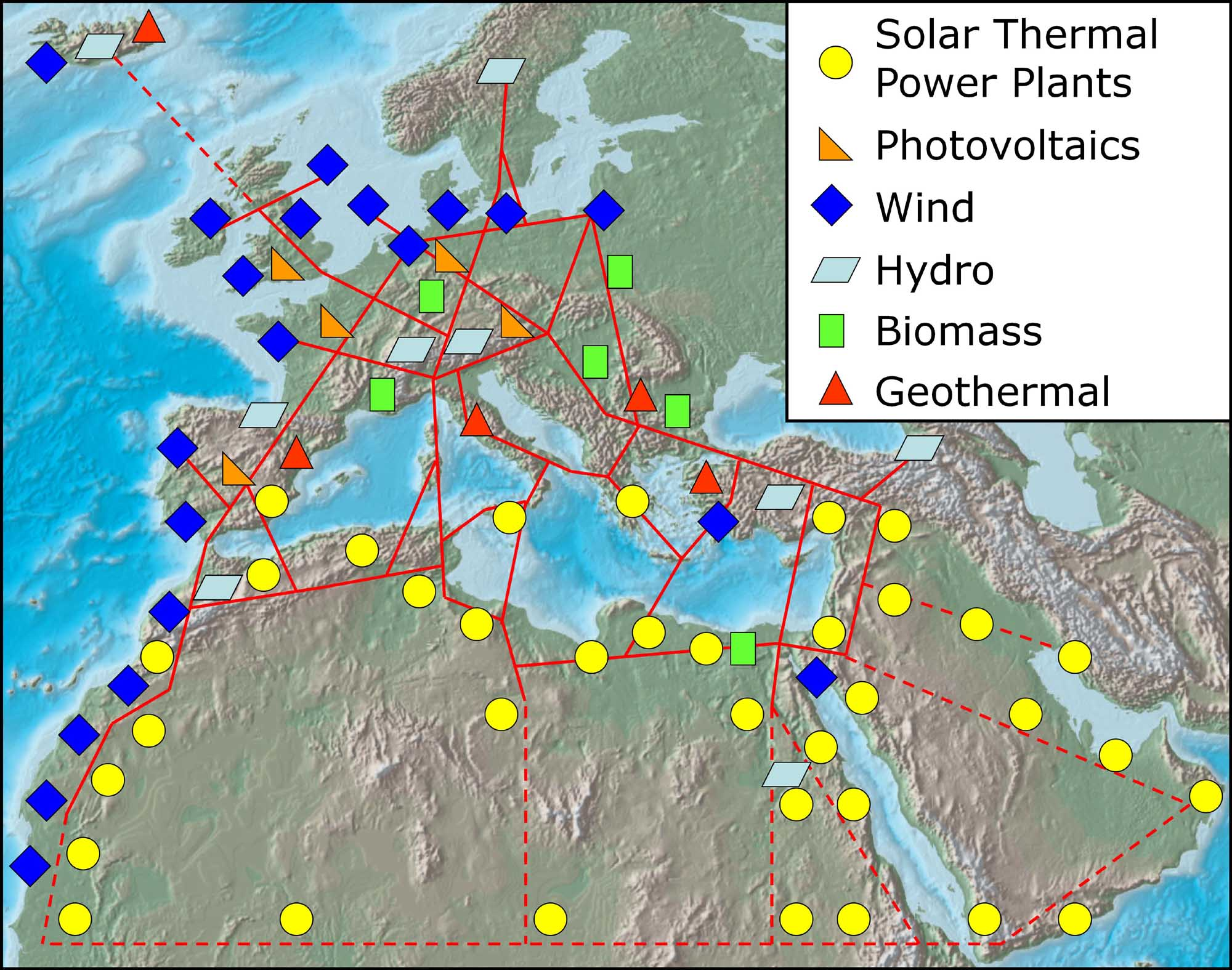
خطة واحدة لشبكة فائقة تربط بين مصادر الطاقة المتجددة في جميع أنحاء شمال أفريقيا والشرق الأوسط وأوروبا. (ديزيرتك)

## التاريخ
فكرة إنشاء خطوط نقل لمسافات بعيدة للاستفادة من المصادر المتجددة التي تقع بعيدًا.
- في الولايات المتحدة عام 1950، تم تقديم اقتراح لشحن الطاقة الكهرومائية الناتجة من السدود التي يجري إنشاؤها في شمال غرب المحيط الهادئ إلى المستهلكين في جنوب كاليفورنيا؛ لكن تم معارضته وتفكيكه.
- عام 1961، منح رئيس الولايات المتحدة الأمريكية الإذن لمشروع عام ضخم باستخدام تكنولوجيا الجهد العالي المستمر من السويد، وقد تم تنفيذ المشروع بعد التعاون الوثيق بين جنرال إلكتريك في الولايات المتحدة الأمريكية والشركة الكهربائية العامة السويدية وتم إنجازه عام 1970. مع العديد من التحديثات والترقيات لمحطات التحويل في العقود التالية، يحتوي النظام الآن على سعة 3100 ميجاوات وأطلق عليه خط الجهد المستمر للمحيط الهادئ.

يعود مفهوم الشبكة الفائقة إلى عام 1960 واستخدم لوصف شبكة بريطانيا العظمى. تم تعريف الشبكات بالشبكات الفائقة منذ عام 1990  وتشير إلى الأجزاء الموجودة في نظام النقل الكهربائي البريطاني والتي تتصل مع بعضها البعض عند جهود تساوي 220 كيلو فولت، مخططي أنظمة الطاقة الكهربائية البريطانية وطاقم التشغيل أطلقوا اسم شبكة فائقة على جميع المعدات التي تمتلكها شركة الشبكات الوطنية بإنجلترا وويلز وليس على أي معدات أخرى.
لقد تغيرت العديد من الأشياء خلال ال 40 عاما الماضية في مجال الطاقة والمسافات التي أصبحت متاحة عن طريق الشبكات الفائقة. وقد بدأت أوروبا في توحيد شبكاتها منذ عام 1950 وأكبر شبكة موحدة هي الشبكة المتزامنة لقارة أوروبا وتخدم 24 دولة. ويجري العمل الجاد لتوحيد شبكة الإتحاد الأوروبي مع شبكة اتحاد الدول المستقلة. وإذا اكتملت فإن هذه الشبكة واسعة النطاق سوف تمتد إلى 13 منطقة زمنية تمتد من المحيط الأطلسي إلى المحيط الهادئ.
بينما بعض الشبكات تغطي مسافات واسعة، فإن سعة نقل كميات كبيرة من الطاقة تظل محدودة بسبب مشاكل الازدحام والتحكم، الشبكة الفائقة الذكية (أوروبا) والشبكة الموحدة الذكية (الولايات المتحدة الأمريكية) تعتمد على ترقيات تكنولوجية لضمان التشغيل العملي والمنافع المأمولة من هذه الشبكات الضخمة العابرة للقارات .

## المفهوم
في الاستخدام الحالي فإن الشبكة الفائقة لها معنيين: أولهما أنها بناء ذو طبقة فوقية هائلة أو شبكة نقل إقليمية هائلة، وثانيهما أنها تمتلك قدرات فائقة تتخطي مثيلتها في الشبكات المتقدمة.

### شبكة ضخمة
في معنى البنية الفوقية فإن الشبكة الفائقة هي شبكة متزامنة واسعة النطاق ذات مسافات كبيرة جدًا قادرة على نقل الطاقة المتجددة لمسافات واسعة، وفي بعض المفاهيم فإنها شبكة نقل ذات خطوط نقل جهد عالي مستمر وتنفصل عن نظام النقل في الطرق السريعة وشوارع المدن، أما في المفاهيم التقليدية مثل الموجودة في الإتحاد الأوروبي فإنها شبكة ضخمة لا تختلف عن أنظمة النقل المتزامنة واسعة النطاق حيث تتخذ الكهرباء طريقًا مباشرًا خلال خطوط النقل المحلية أو خطوط الجهد العالي المستمر كما هو مطلوب . وأثبتت الدراسات للأنظمة التي تتعدى القارات وجود مشاكل نتيجة تعقيد الشبكات، احتقان النقل والحاجة إلى أنظمة التشخيص، التنسيق والسيطرة السريعة . ولاحظت الدراسات أيضًا أن سعة النقل يجب أن تكون أعلى من أنظمة النقل الحالية من أجل تعزيز النقل دون عوائق خلال الولاية، الإقليم، الدولة أو حدود القارات . ومن الناحية العملية، فقد أصبح من الضروري دمج مميزات الشبكة الذكية مثل شبكات الإستشعار واسعة النطاق (WAMS) مع الشبكات الإقليمية لتفادي انقطاع الطاقة مثل انقطاع الكهرباء الكامل عن شمال شرق الولايات المتحدة الأمريكية عام 2003 . التفاعلات الديناميكية بين مجموعات توليد الطاقة تزداد تعقيدًا، والاضطرابات العابرة التي تتالى عبر الوحدات المجاورة يمكن أن تكون مفاجئة، كبيرة وعنيفة، ومرافقة لتغيرات مفاجئة في طوبولوجيا الشبكات مثل محاولة المشغلين لتحقيق الاستقرار في الشبكة يدويًا.

### شبكة فائقة

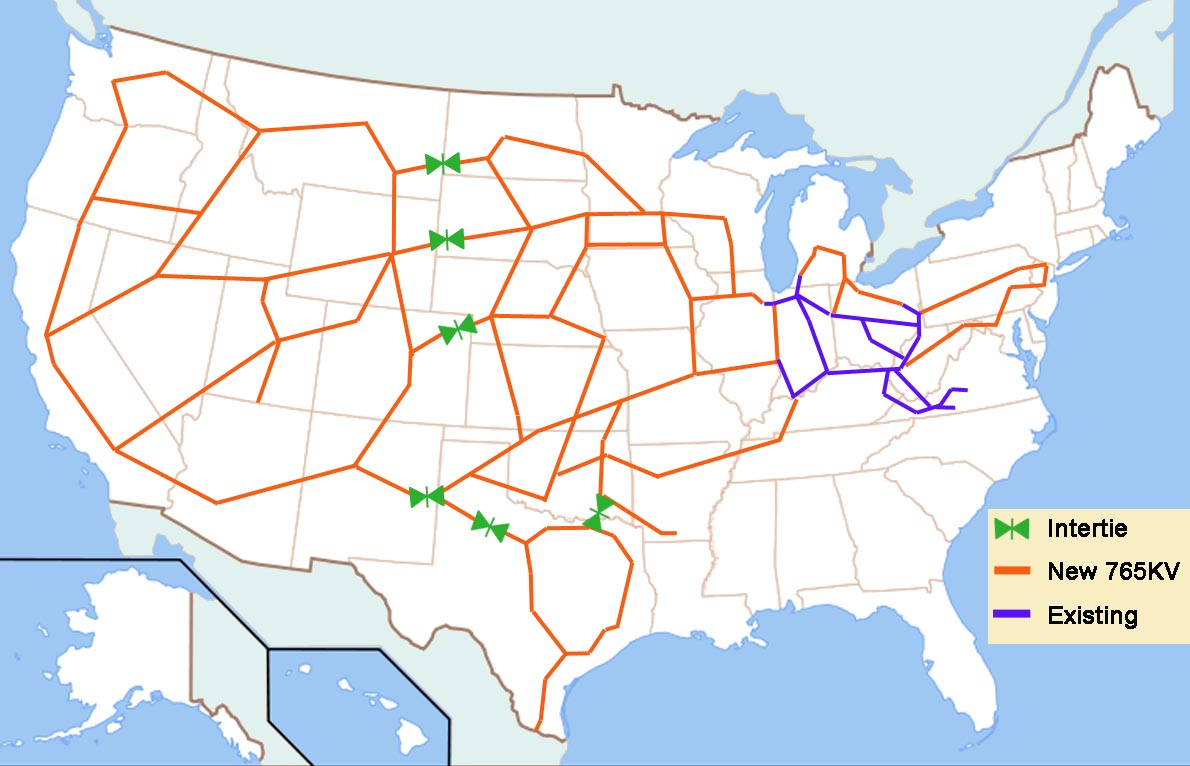
شبكة نقل جهد متردد يساوي 765 كيلو فولت مصممة لحمل 400 جيجا وات من طاقة الرياح إلى مدن الشرق الأوسط بتكلفة 80 بليون دولار.

في المعنى الثاني للشبكة المتقدمة فإن الشبكة الفائقة تعتبر فائقة ليس فقط لأنها شبكة ضخمة واسعة النطاق؛ لكن أيضًا لأنها ذات درجة عالية من التنسيق على المستوى الكلي حيث تمتد داخل الدول والقارات، ووصولا للجدولة متناهية الصغر للأحمال ذات الأولوية المنخفضة مثل سخانات ومبردات المياه، في مفهوم الشبكة الذكية الأوروبية والشبكة الموحدة الأمريكية، تمتلك الشبكات الفائقة خصائص ذكية على النطاق الواسع لشبكة النقل والتي تقوم بترقية الشبكة الذكية المحلية إلى شبكة فائقة واسعة النطاق، وهذا يشبه كيفية إلزام الإنترنت للشبكات الصغيرة أن تكون في شبكة واحدة معًا.
النقل واسع النطاق يمكن أن يرى على أنه امتداد أفقي للشبكة الذكية، حيث أن التمييز بين النقل والتوزيع يطمس مع التكامل لأن تدفق الطاقة يصبح ثنائي الاتجاه، على سبيل المثال؛ محطات التوزيع في المناطق الريفية يمكن أن تنتج طاقة أكبر من التي تستخدمها، وتحول الشبكة الذكية المحلية إلى محطة توليد كهرباء حقيقية.
من مزايا هذا النظام الموزع جغرافيا والمتوازن حيويًا هو الحاجة إلى تقليل توليد الحمل الأساسي منذ وجود مصادر الطاقة المتقطعة مثل المحيطات والرياح. العديد من الدراسات التي قدمها دكتور جريجور سيزيتش، والتي بحثت في اعتماد أوروبا على نطاق الطاقة المتجددة والربط بين الشبكات باستخدام كابلات الجهد العالي المستمر، ويشير إلى أن استهلاك الطاقة في أوروبا بأكملها يمكن أن تأتي من مصادر الطاقة المتجددة، بمشاركة قدرها 70 % من طاقة الرياح وبنفس المستوى من التكلفة أو أقل من الموجودة حاليًا.
بالنسبة لبعض النقاد؛ فإن شبكة النقل واسعة النطاق ليست بشئ جديد، ويشير هؤلاء إلى أن التكنولوجيا لديها اختلاف صغير عن تلك المستخدمة في شبكات نقل الطاقة الإقليمية والوطنية، يشير المؤيدون أنه بجانب ميزات الشبكة الذكية النوعية التي تسمح بالتنسيق الفوري والتوازن بين مصادر الطاقة المتقطعة عبر الحدود الدولية، فإن الشمولية الكمية لها جودة تعادلهم كلهم، ويتم الادعاء بأن الشبكات الفائقة تفتح الأسواق. وقد حدثت ثورة في النقل بين الدول وثورة في التجارة الإلكترونية عبر الإنترنت عندما تم بناء شبكات قدرة عالية شاملة، وهناك من يقول أن الشبكة الفائقة ذات القدرة العالية يجب إنشاءها من أجل توفير شبكة توزيع شاملة ومع هذه القدرات المتاحة فإن تجارة الطاقة محدود فقط من خلال رجال الأعمال الذين يمكن أن يتم جلبهم إلى السوق.

## التكنولوجيا
تخطط الشبكات الفائقة واسعة النطاق لنقل الجزء الأكبر من الطاقة باستخدام خطوط تيار الجهد العالي المستمر، حيث تعتمد الشبكة الفائقة الأوروبية على تيار الجهد العالي المستمر، وأيضا في الولايات المتحدة الأمريكية، ويفضل صناع القرار مثل ستيفن تشو الشبكة الفائقة الوطنية ذات المسافات الطويلة . وهناك العديد من الدعاة لنظام تيار الجهد العالي المتردد، وعلى الرغم من وجود عيوب لنظام النقل المتردد مثل المسافات الطويلة؛ فإن الشركة الأمريكية للطاقة الكهربية أسست شبكة فائقة ذات جهد 765 كيلو فولت وأطلقوا عليها I-765 والتي سوف توفر 400 جيجا وات من سعة النقل الإضافية اللازمة لإنتاج 20 % من طاقة الولايات المتحدة الأمريكية من مزارع الرياح والتي تتركز في الغرب الأوسط . الدعاة لنظام تيار الجهد العالي المتردد يوضحون بأن نظام تيار الجهد العالي المتردد تأسس للنقل الوجه من نقطة لأخرى والعديد من الوصلات سوف تتطلب معدات اتصالات وتحكم معقدة وبالمقابل فإنهم يحتاجون إلى محولات رفع جهد بسيطة إذا تم استخدام خطوط نقل مترددة، وحاليًا هناك نظام نقل واحد لتيار الجهد العالي ذا النقاط المتعددة. وفي المستقبل البعيد فإن فقد الجهد في الطرق الحالية يمكن أن يتم تجنبه باستخدام التكنولوجيا فائقة التوصيل التجريبية، حيث يتم تبريد خط النقل بواسطة خطوط الهيدروجين السائل والذي يستخدم أيضًا لنقل الطاقة على الصعيد الوطني. ويجب أن يتم الأخذ في الاعتبار المفاقيد الناتجة عن تصنيع، احتواء واعادة تبريد الهيدروجين السائل.
تستخدم تكنولوجيا الشبكة الذكية للتنسيق والتحكم في الشبكة مثل جهاز وحدات القياس لسرعة تحديد عدم التوازن في الشبكة والتي تتنتج عن تذبذب مصادر الطاقة المتجددة وتستجيب لحظيًا بناء على أشكال الوقاية الأوتوماتيكية لإعادة توجيه، تقليل الأحمال أو تقليل التوليد نتيجة اضطرابات الشبكة.

## سياسة الحكومة

### نطاق واسع

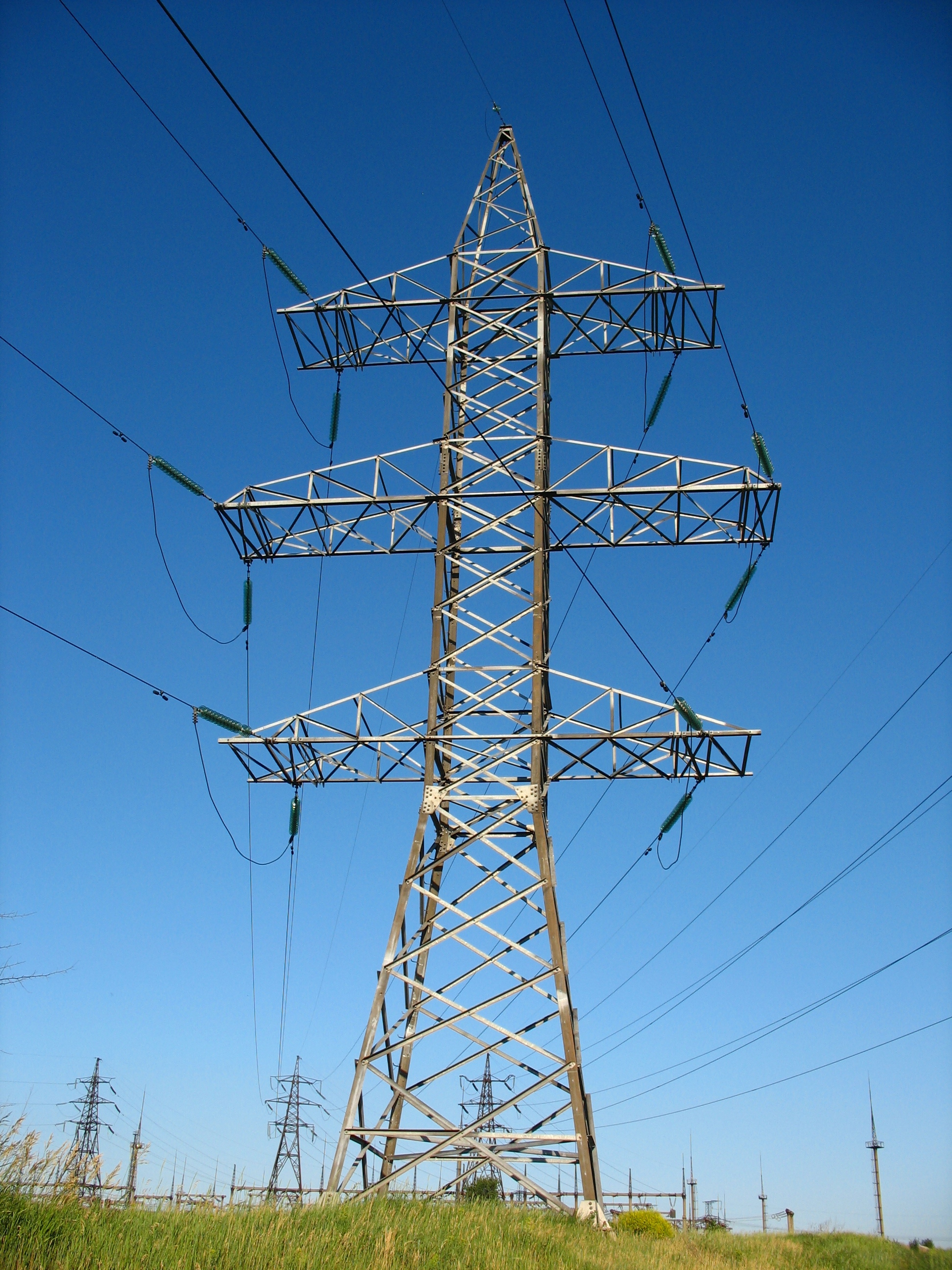
برج نقل

أظهرت دراسة للشبكة الأوروبية الفائقة بأن 750 ميجاوات من سعة النقل الإضافية سوف تكون مطلوبة، وتشمل 5 جيجاوات من خطوط تيار الجهد العالي المستمر . وتم إنشاء مقترح مؤخرًا من شركة ترانس كندا حيث حدد 1600 كيلومتر، 3 جيجا وات لخط تيار جهد عالي مستمر وسعره 3 بليون دولار أمريكي، كما أنه سوف يحتاج إلى ممر باتساع 60 متر . في الهند، تم إنشاء مقترح حدد 6 جيجا وات، 1850 كيلو متر وسعره 790 بليون دولار وسوف يتطلب ممر اتساعه 69 متر . بالنسبة لل 750 جيجا وات لخط تيار الجهد العالي المستمر المطلوب للشبكة الفائقة الأوروبية، فإن الأرض والمال اللازمة لخطوط النقل الجديدة سوف تكون كبيرة.

### الاستقلال في مجال الطاقة
في أوروبا؛ ضمان تأمين الطاقة من الشبكة الفائقة تم مناقشته جزئيا لمنع هيمنة الطاقة الروسية . في الولايات المتحدة الأمريكية؛ الدعاة مثل توماس بون بيكنز اقترحوا فكرة محطة النقل الوطنية لكى يعززوا استقلالية الولاية المتحة الأمريكية في مجال الطاقة، آل جور دعى إلى الشبكة الذكية الموحدة التي لديها قدرات شاملة، ويؤمن آل جور والدعاة الآخرين مثل جيمس هانسن بأن الشبكات الفائقة ضرورية لاستبدال كامل الغازات الدفيئة في نهاية المطاف التي تنتج وقود حفري حيث يزيد من الاحتباس الحراري.

### تصاريح الممرات
مساحات كبيرة من الأرض سوف تكون مطلوبة لممرات النقل الكهربائية المستخدمة بواسطة خطوط النقل الجديدة للشبكة الفائقة، يمكن أن يكون هناك معارضة كبيرة لتحديد مواقع خطوط الكهرباء بسبب المخاوف بشأن التأثير البصري، القلق حول قضايا الصحة المتصورة والاهتمامات البيئية، والولايات المتحدة الأمريكية تقوم بعملية لتعيين ممرات النقل
الكهربائية الوطنية، وأنه من المرجح أن هذه العملية سوف تستخدم لتحديد مسارات الشبكة الفائقة في ذلك البلد، في الاتحاد الأوروبي يسمح لخطوط النقل الهوائية الجديدة أن تصل إلى 10 سنوات .
في بعض الحالات يؤدي ذلك إلى جعل الكابل الأرضي أكثر ملائمة، وحيث أن مساحة الأرض المطلوبة خمس مساحة الأرض المطلوبة لخطوط النقل الهوائي والعملية أسرع بكثير وبشكل ملحوظ، فإن خطوط النقل الأرضي يمكن أن تكون أكئر ملائمة على الرغم من عيوبها المتمثلة في سعرها الغالي وقلة السعة وقصر العمر الإفتراضي وتعاني من كثرة الأعطال.

## المصالح التجارية

### تحديد الموقع
تؤثر الشركات الكبرى بقوة في تحديد موقع الشبكة الفائقة لمصلحتهم الشخصية، وسعر الطاقة المترددة هو سعر تسليم الكهرباء، وإذا كان إنتاج الكهرباء من مزارع الرياح بولاية داكوتا الشمالية أو من الطاقة الشمسية بأريزونا قادر على المنافسة، فإن المسافة بين مزارع الرياح وشبكة النقل بين الدول يجب ألا تكون كبيرة، وهذا بسبب خط التغذية من المولد إلى خطوط النقل حيث يتم دفع تكاليف النقل بواسطة المسئول عن التوليد، وتساعد بعض المناطق في دفع تكاليف هذه الخطوط على حساب التنظيم المحلي مثل لجنة المرافق العامة، وقد تم اختيار مشروع بول بيكنز لكى يتم دفع تكلفة خطوط التغذية خاصته بعض المناطق مثل تكساس، وتعطي مثل هذه المشاريع قوة الاستملاك الذي يسمح للشركات الاستيلاء على الأرض في مسار البناء المخطط له.

### تفضيلات التكنولوجيا
يهتم منتجي الطاقة بمعرفة إذا كانت الشبكة الفائقة تستخدم تيار الجهد العالى المستمر أو تستخدم التيار المتردد، لأن تكلفة توصيل خط تيار جهد عالي مستمر تكون أعلى بكثير من تكلفة خط التيار المتردد، ويوفر مشروع بيكنز 765 كيلو فولت من النقل المتردد، والذي يعتبر أقل كفاءة عند استخدامه لمسافات طويلة.

### المنافسة
في عام 1960، عارضت شركات الطاقة الخاصة بكاليفورنيا مشروع المحيط الهادئ مع مجموعة من الاعتراضات التي تم رفضها، وعندما تم الانتهاء من المشروع، تمكن المستهلكون بلوس أنجلوس من توفير 6000.000 دولار لكل يوم باستخدام الطاقة الكهربائية الناتجة من المشروع على نهر كولومبيا أكثر من شركات الطاقة المحلية التي أنفقت وقود حفري أغلى.